# وزارة المياه والبيئة (اليمن)
وزارة المياة والبيئة هي إحدى وزارات الحكومة اليمنية، أستحدثت بالقرار الجمهوري رقم 105 لعام 2003. وأنيطت بوزارة المياه والبيئة واحدة من أعقد مشكلات التنمية في اليمن وأهم تحدياتها وهي مشكلة شح المياه، تحدي توفير مياه الشرب النقية للسكان في الحضر والريف ومعالجة مياه الصرف الصحي وإدارة الموارد المائية وتخطيط استغلالها على ضوء قانون المياه ورسم سياسات اليمن المائية.

## الوزراء
- الوزير الحالي: م. توفيق عبد الواحد الشرجبي منذ 18 ديسمبر 2020م.

| م | اسم الوزير                  | تاريخ التعيين  | ملاحظات                        |
| - | --------------------------- | -------------- | ------------------------------ |
| 1 | عبد الوهاب محمود عبد الحميد | 24 مايو 1990   | وزير الكهرباء والمياه والمجاري |
| 2 | أحمد علي السلامي            | 30 مايو 1993   | وزير الكهرباء والمياه والمجاري |
| 3 | عبد الله محسن الأكوع        | 10 يونيو 1994  | وزير الكهرباء والمياه والمجاري |
| 4 | علي حميد شرف                | 15 مايو 1997   | وزير الكهرباء والمياه والمجاري |
| 5 | يحيى الأبيض                 | 4 أبريل 2001   | وزير الكهرباء والمياه والمجاري |
| 6 | محمد لطف الارياني           | 17 مايو 2003   | وزير المياه والبيئة            |
| 7 | عبدالرحمن فضل الارياني      | 5 أبريل 2007   | وزير المياه والبيئة            |
| 8 | عبده رزاز صالح خالد         | 27 نوفمبر 2011 | وزير المياه والبيئة            |
| 9 | عزي هبة الله علي شريم       | 7 نوفمبر 2014  | وزير المياه والبيئة            |

## مهام واختصاصات الوزارة
مهام واختصاصات وزارة المياة والبيئة:
1. تهدف الوزارة إلى الإسهام في تنمية موارد المياه على أساس منهجية الإدارة المتكاملة للموارد المائية وإلى توفير مياه الشرب النقية وخدمات الصرف الصحي وكذا تخصيص المياه للاستخدامات الأخرى، وحماية البيئة من التلوث والتصحر والحفاظ على الموارد الطبيعية وترشيد استغلالها، وذلك من خلال تبني وتفعيل التشريعات ذات الصلة وتنفيذ برامج التوعية وتشجيع مشاركة المجتمعات المحلية والجمعيات غير الحكومية ومؤسسات المجتمع المدني الأخرى والقطاع الخاص والمرأة في جهود إصلاح الأوضاع المائية والبيئية وبما يؤدي إلى الإسهام في تعزيز استدامة التنمية وتحسين الصحة العامة والتخفيف من الفقر والبطالة.
2. تعمل الوزارة والهيئات والمؤسسات التابعة لها على تحقيق أهدافها من خلال ممارسة الصلاحيات الممنوحة لها في التشريعات القانونية والخطط المائية والبيئية ووفقاً لإستراتيجية إصلاح قطاع المياه والسياسة العامة للدولة وللوزارة في سبيل ذلك أن تمارس الصلاحيات التالية :-
  1. وضع ومراجعة الإستراتيجيات والسياسات العامة لتنمية وإدارة الموارد المائية وتطوير خدماتالمياه والصرف الصحي في الريف والحضر وحماية البيئة، وكذا سياسات وضوابط إقامة وتشغيل وصيانة السدود والمنشئات المائية، وذلك بما ينسجم مع الأسس العلمية والجدوى الاقتصادية وعلى ضوء التشريعات النافذة وبرامج الحكومة، ورفعها عند اللزوم إلى مجلس الوزراء لإقرارها.
  2. العمل على تطوير القوانين واللوائح المتعلقة بالهيئات والمؤسسات التابعة للوزارة ومراجعتها وإقرار التعديلات المقترحة عليها وإتخاذ ما يلزم لاعتمادها.
  3. تعزيز النهج المتكامل في إدارة الموارد المائية والبيئية والعمل على ترشيد الطلب على المياه والموارد الطبيعية عموماً.
  4. العمل على تطوير وتنمية الموارد المائية التقليدية كحصاد الأمطار والموارد غير التقليدية مثل مياه التحلية ومياه الصرف الصحي المعالجة وتحديد المعايير الخاصة بتنميتها واستخدامها.
  5. العمل على تعزيز دور ومساهمة المجتمعات المحلية في تكاليف وتشغيل وصيانة وإدارة مشاريع المياه والصرف الصحي في الريف وفي إدارة الأحواض المائية والموارد البيئية والمحميات الطبيعية وتقوية دور الجمعيات الأهلية في هذه المجالات.
  6. العمل على تطوير خدمات المياه والصرف الصحي في الريف والحضر والتوسع فيها على النحو الذي يحقق أهداف الوزارة ويكفل استدامة هذه الخدمات على المدى الطويل.
  7. اعتماد القواعد المنظمة للشراكة بين الحكومة والقطاع الخاص في مجال خدمات المياه والصرف الصحي والبيئة ورفعها إلى مجلس الوزراء لإقرارها، وتشجيع القطاع الخاص على الاستثمار في هذا المجال، وعلى ضوء التشريعات النافذة.
  8. وضع سياسات تعرفة المياه والصرف الصحي على ضوء المعطيات الفنية والاقتصادية والاجتماعية وفقاً للقوانين النافذة .
  9. العمل على تنفيذ سياسات إصلاح قطاع المياه والصرف الصحي والموافقة على مقترحات إنشاء المؤسسات المحلية للمياه والصرف الصحي على ضوء الضوابط المنظمة لذلك والخطط المعتمدة.
  10. العمل على حماية البيئة والحفاظ على سلامتها وتوازنها وصيانة أنظمتها الطبيعية وتنميتها بما لا يضر بحقوق الأجيال القادمة، والحفاظ على التنوع الحيوي الوطني واقتراح إعلان المحميات الطبيعية وتشجيع الجمعيات الأهلية والمجتمعات المحلية على الإسهام في ذلك.
  11. وضع سياسة الوزارة لحماية البيئة الوطنية من التأثيرات الضارة الناجمة عن الأنشطة التي تتم خارج الحدود والعمل على تنفيذ هذه السياسة، وبالتنسيق مع الجهات ذات العلاقة.
  12. الإسهام مع الجهات ذات العلاقة في وضع السياسة العامة في مجال السياحة البيئية.
  13. تحديد الأهداف الكمية والنوعية في مجالات عمل الوزارة واعتمادها كأساس للخطط التفصيلية لهيئات ومؤسسات المياه والبيئة.
  14. إعداد خطط عمل الوزارة السنوية والخمسية وتنسيقها مع مشروعات الخطط المرفوعة من الهيئات والمؤسسات التابعة للوزارة واعتمادها كخطة موحدة للوزارة والعمل على تذليل صعوبات التنفيذ.
  15. تلقي ومراجعة كافة الاحتياجات الاستثمارية من الهيئات والمؤسسات التابعة للوزارة وتحديد أولوياتها وتنسيق تمويلها مع وزارة التخطيط والتعاون الدولي ووزارة المالية وذلك على ضوء السياسات المقرة وإستراتيجية التخفيف من الفقر.
  16. تبنى مشاريع نموذجية رائده في مختلف مجالات البيئة والمياه والصرف الصحي بالتنسيق مع الهيئات والمؤسساتذات العلاقة.
  17. مراجعة وإقرار الموازنة المائية السنوية على مستوى الجمهورية وعلى مستوى كل حوض، وتحديد الحصص المستحقة لكل قطاع في كل حوض بحسب الأولوية في الاستخدام.
  18. اعتماد مناطق الحماية والحجر المائي في الأحواض والمناطق المائية، والمقترحة من قبل الهيئة العامة للموارد المائية ورفعها إلى مجلس الوزراء لإقرارها.
  19. وضع الخطط لمواجهة الكوارث البيئية والمائية والتنسيق في ذلك مع الجهات ذات العلاقة.
  20. اتخاذ الإجراءات والوسائل الكفيلة بمكافحة التلوث بأشكاله المختلفة والعمل على تجنب أية أضرار أو أثار سلبية مباشرة أو غير مباشرة آجلة أو عاجلة قد تنتج عن برامج التنمية والدفع بدراسات تقييم الأثر البيئي كأداة تنفيذية لمواجهة التدهور البيئي والحد منه وتحقيق تنمية مستدامة بيئياً.
  21. تنمية العلاقات مع المنظمات الدولية والدول المانحة وتنسيق أنشطتها في مجالات الموارد المائية والبيئة وخدمات المياه والصرف الصحي وبالتعاون مع الجهات ذات العلاقة.
  22. رفع مشاريع اتفاقيات القروض والمعونات الدولية المتعلقة بالموارد المائية والمياه والصرف الصحي والبيئة ورفعها إلى الجهات المختصة لإقرارها والمصادقة عليها.
  23. تطوير نظام معلومات للمياه والبيئة في الجمهورية.
  24. تنسيق السياسات المائية والبيئية ومراقبة وتقييم مدى الالتزام بها واتخاذ الإجراءات اللازمة بما يكفل عدم تجاوزها.
  25. تنسيق الخطط والبرامج الإستثمارية للهيئات والمؤسسات التابعة للوزارة.
  26. العمل على تنسيق المشروعات التنموية ذات العلاقة بالمياه والصرف الصحي والبيئة التي تنفذها الوزارات الأخرى والصناديق وتقديم التوصيات بشأنها في سياق إدراجها في خطط التنمية والموازنة الاستثمارية للدولة، وبموجب القوانين النافذة.
  27. الإشراف على المؤسسات والهيئات والمشروعات التابعة للوزارة وتنسيق أنشطتها ومتابعة وتقييم أدائها وتوجيهها وفقاً للتشريعات النافذة وعلى ضوء السياسات والخطط المقرة.
  28. مراقبة مستوى تنفيذ التشريعات النافذة الخاصة بالموارد المائية وخدمات المياه والصرف الصحي والبيئة واتخاذ التدابير اللازمة لإنفاذها بالتعاون مع الجهات ذات العلاقة.
  29. المصادقة على مشاريع العقود والاتفاقيات المتعلقة بأنشطة الهيئات والمؤسسات والمشاريع المختلفة التابعة للوزارة وذلك وفقاً للتشريعات النافذة، وبما في ذلك عقود الشراكة مع القطاع الخاص.
  30. رفع مشاريع الاتفاقيات الدولية والإقليمية المتعلقة بالمياه والبيئة والتي تصبح اليمن طرفاً فيها إلى الجهات المختصة للمصادقة عليها. وكذلك العمل على تنفيذ الالتزامات الدولية التي تترتب عليها وفقاً لتشريعات الدولة النافذة.
  31. أية مهام أخرى تقتضيها طبيعة عمل الوزارة أو بمقتضى القوانين النافذة أو تكلف بها من السلطة العليا.

## المؤسسات والهيئات التابعة للوزارة
- المؤسسة العامة للمياه والصرف الصحي
- المؤسسات المحلية للمياه والصرف الصحي (صنعاء وعدن)
- الهيئة العامة للموارد المائية
- الهيئة العامة لحماية البيئة
- الهيئة العامة لمشاريع مياه الريف

## وصلات خارجية
- الموقع الرسمي للوزارة